# Норт Беј (Висконсин)
Норт Беј (енгл. North Bay) град је у америчкој савезној држави Висконсин.

## Демографија
По попису из 2010. године број становника је 241, што је 19 (-7,3%) становника мање него 2000. године.
| Група             | 2000.       | 2010.       |
| Белци             | 228 (87,7%) | 214 (88,8%) |
| Афроамериканци    | 12 (4,6%)   | 7 (2,9%)    |
| Азијати           | 0 (0,0%)    | 3 (1,2%)    |
| Хиспаноамериканци | 15 (5,8%)   | 16 (6,6%)   |
| Укупно            | 260         | 241         |